# Гунтур
Гунту́р (англ. Guntur) — город в индийском штате Андхра-Прадеш. Административный центр округа Гунтур. Средняя высота над уровнем моря — 32 метра. По данным всеиндийской переписи 2001 года, в городе проживало 514 707 человек, из которых мужчины составляли 50 %, женщины — соответственно 50 %. Уровень грамотности взрослого населения составлял 68 % (при общеиндийском показателе 59,5 %). Уровень грамотности среди мужчин составлял 74 %, среди женщин — 62 %. 11 % населения было моложе 6 лет.